# Unruhen in Osch 1990
Die Unruhen in Osch 1990 (auch Osch-Massaker; kirgisisch Ош окуясы Osch okujassy; usbekisch Oʻsh voqeasi; russisch Ошская резня Oschskaja resnja) waren ein ethnischer Konflikt zwischen Kirgisen und Usbeken, der im Juni 1990 in den Städten Osch und Ösgön im Süden der Kirgisischen SSR stattfand. Auslöser der Unruhen waren Auseinandersetzungen zwischen usbekischen und kirgisischen Nationalisten um Land einer vormals kollektivierten Farm. Während offiziellen Schätzungen zufolge zwischen 300 und mehr als 600 Menschen infolge des Konflikts starben, reichen inoffizielle Angaben der Todeszahlen bis über 1000 Personen. Die Unruhen werden als Vorläufer der Unruhen in Südkirgisistan 2010 betrachtet.

## Hintergrund

Topografische Karte des Ferghanatals

Vor der Sowjetzeit rechneten sich die meisten Einwohner der Region Osch im Ferghanatal dem Volk der Kiptschaken zu. In den 1920er-Jahren ordneten sowjetische Ethnografen unter Verwendung der Sprache als hauptsächliches Klassifikationskriterium die im Tiefland lebenden Kiptschaken als Usbeken und jene im Hochland als Kirgisen ein. Unter Josef Stalin wurde in den 1930er-Jahren das Ferghanatal zwischen Kirgisischer, Usbekischer und Tadschikischer Sowjetrepublik aufgeteilt, wobei die gezogenen Grenzen nicht vollständig mit den Siedlungsgebieten der jeweiligen Ethnien übereinstimmte. So lebten zahlreiche Usbeken auf der kirgisischen Seite des Flusses Tentek-Sai. Wegen der Ölreserven der Region konnten die lokalen Eliten ein hohes Maß an Wohlstand erlangen, die Infrastruktur blieb jedoch unterentwickelt. Während der Chruschtschow-Ära verließen die meisten der ab den 1930er-Jahren hierher Deportierten das Land, um an anderen Orten Arbeit zu finden. In der Spätphase Breschnews verbreiteten sich erste Vorzeichen von Arbeitslosigkeit.
In den späten 1980er-Jahren entwickelten sich erhebliche wirtschaftliche Unterschiede zwischen Kirgisen und Usbeken. Usbeken, die in der Region traditionell als Kaufleute oder Bauern tätig waren, profitierten von den Marktbedingungen der Ära Gorbatschows; zugleich bildeten Usbeken den größten Anteil der Arbeiter in den profitabelsten Industrien wie dem Handels- und Transportwesen. Auf die kirgisische Bevölkerung hingegen hatte die Perestroika einen umgekehrten Effekt. Als die kollektiven Farmen zerschlagen wurden und die Arbeitslosigkeit in der Region anstieg, trugen Kirgisen, die traditionell in der Tierzucht tätig waren, die Hauptlast des ökonomischen Abschwungs – es entstand Wohnungsmangel und die Arbeitslosenquote stieg auf bis zu 22,8 Prozent an. Zusätzlich zu den wirtschaftlichen Unterschieden gab es Unterschiede in der Verteilung von Regierungsposten, wobei Usbeken stark unterrepräsentiert waren. Im Jahr 1990 stellten die Usbeken 26 Prozent der Bevölkerung, besetzten aber nur 4 Prozent der wichtigsten offiziellen Posten.
In den späten 1980er-Jahren entwickelten sich zahlreiche ethnische Konflikte in der Region Ferghana. Um Juni 1989 kam es im benachbarten Usbekistan zu Pogromen ethnischer Usbeken gegen Mescheten, deren Auslöser in den ökonomischen Unterschieden zwischen den beiden Ethnien vermutet wird. Ebenso gab es in Tadschikistan Zusammenstöße zwischen Tadschiken und Armeniern, die kurz zuvor aus der Oblast Bergkarabach deportiert worden waren. In Kirgisistan begannen im Frühjahr 1990 Konflikte aufzukeimen, als die eigenen Angaben zufolge 40.000 Mitglieder umfassende usbekische Bewegung Adolat von der Regierung in Osch verstärkte Representation sowie die Freiheit für die usbekische Sprache in Schule und Kultur forderte. Zur gleichen Zeit forderte Osch Aymaghi, eine Gruppe kirgisischer Nationalisten, eine Verbesserung der Situation der Kirgisen, vor allem eine Umverteilung des Landes der Lenin-Kolchose, einer überwiegend usbekischen kollektiven Farm. Als die Gruppe kurz davor stand, das Land an sich zu reißen, einigten sich die Behörden schließlich auf eine Neuverteilung des Landes. Doch die Entscheidung, einen Teil des usbekischen Landes mit geringen Entschädigungen für die vorherigen Besitzer an Kirgisen umzuverteilen stellte keine der beiden Seiten zufrieden. In der Folge versammelten sich Usbeken und Kirgisen in der Nähe der Farm, um gegen die Entscheidung zu protestieren.

## Unruhen
Die Gewalt begann am 4. Juni 1990 in Osch, nachdem sich große Gruppen von Kirgisen und Usbeken auf dem Gebiet der Lenin-Kolchose versammelt hatten. Am selben Tag weiteten sich die Unruhen auf andere Gegenden der Region aus. In Ösgön brach die Gewalt am folgenden Tag aus. Auslöser der Krawalle in Ösgön waren Auseinandersetzungen zwischen Kirgisen und Usbeken im Umfeld des Ösgön-Basars und des Busbahnhofs.
Während der Unruhen solidarisierten sich einige lokale Polizisten mit den Aufständischen ihrer jeweiligen ethnischen Gruppierung und beteiligten sich an den Unruhen. Die bei den Ausschreitungen genutzten Hilfsmittel und Fahrzeuge waren überwiegend durch junge Aufständische gestohlen worden, zum Teil stellten jedoch lokale kirgisische Eliten, die sich nicht offen an der Gewalt beteiligten, diese zur Verfügung.
Die schlimmsten der großen Zusammenstöße ereigneten sich in Osch und Ösgön. Die Gewalt war jedoch nicht auf die Städte beschränkt; in den umliegenden Dörfern begingen kirgisische Hirten an usbekischen Farmern unter anderem Morde, Vergewaltigungen und Zerstörung des Eigentum. In den Ausläufern des Bak-Artscha ritten vier kirgisische Hirten mehrere Kilometer, um die Familie eines usbekischen Imkers zu töten. Auch mehrere usbekische Teehäuser waren Ziel von Angriffen und es gab zahlreiche Berichte von Entführungen und Vergewaltigungen von Teehausbesucherinnen.
In Frunse forderten Demonstranten den Rücktritt der kirgisischen Führung. Am 6. Juni beorderte Michail Gorbatschow die Sowjetarmee in die Konfliktregion, diese sollte jedoch nur in den Städten stationiert bleiben. Die usbekisch-kirgisische Grenze wurde geschlossen, um zu verhindern, dass Usbeken zur Unterstützung der Aufständischen einreisen.
Offizielle Schätzungen der Todeszahlen reichen von 300 bis über 600. Inoffizielle Zahlen reichen bis über 1000 Tote. Inoffiziellen Angaben zufolge wurden mehr als 5000 Verbrechen begangen, die von Plünderungen bis Mord reichten. Etwa 4000 Vorfälle wurden offiziell untersucht und 3215 Straftaten registriert. Nach Zeugenaussagen waren die meisten Randalierer junge Männer, von denen 29 Prozent Teenager waren. Persönliche Aussagen von Opfern, Zeugen und Teilnehmern legten nahe, dass chemische Substanzen einen Einfluss auf die Aktionen der Randalierer hatten.

## Nachwirkungen
Die Unruhen in Osch waren der einzige ethnische Konflikt in der Sowjetunion, der einer gerichtlichen Untersuchung unterzogen wurde. In den Verfahren, die 1991 unter der neuen unabhängigen kirgisischen Regierung durchgeführt wurden, wurden 46 der 48 Angeklagten für schuldig befunden. Die Strafen reichten von Bewährungsstrafen bis zu 18 Jahren Haft. Die meisten Angeklagten waren Kirgisen. Dies stellt einen Unterschied zu den Unruhen 2010 dar, bei denen die meisten Inhaftierten Usbeken waren.
Nach der Unabhängigkeit Kirgisistans 1991 erhielten die Usbeken unter der Regierung von Askar Akajew keine weitreichenden Autonomierechte und wurden von einem Großteil der Bevölkerung mit tiefem Misstrauen betrachtet. In der Mitte der 1990er-Jahre besetzten Usbeken lediglich 4,7 Prozent der Behördenposten in der Region Osch. Der wirtschaftliche Abschwung nach der Unabhängigkeit verstärkte in den folgenden Jahren die ethnischen Spannungen und als die Strafverfolgungsbehörden 2010 zusammenbrachen wurden diese Spannungen unkontrollierbar. Aufgrund dessen sehen einige Beobachter in den Unruhen 2010 nicht nur eine Wiederholung der Unruhen 20 Jahre zuvor, sondern eine Fortsetzung des Konflikts.